# Spilogona pectinisetodes
Spilogona pectinisetodes är en tvåvingeart som beskrevs av Fritz Isidore van Emden 1951. Spilogona pectinisetodes ingår i släktet Spilogona och familjen husflugor.
Artens utbredningsområde är Nigeria. Inga underarter finns listade i Catalogue of Life.